# Henri Giraud (journaliste et écrivain)
Pour les articles homonymes, voir Henri Giraud et Giraud.
Henri Marius Giraud, né à Vence le 14 juin 1869 et mort à Marseille le 30 novembre 1941, est un journaliste, mais aussi l’auteur de pièces de théâtre, de poèmes et de romans consacrés à la Provence.

## Biographie
Ayant commencé sa carrière de journaliste à Paris où il fait paraître plusieurs recueils de poésie, il vient s'établir à Nice en 1903 où il devient chef des informations au Petit Niçois. Il assure aussi la critique d'art et de théâtre.
Très impliqué dans le mouvement du félibrige, il donne des conférences et devient Souto-cabiscou (vice-président) de l'Escolo de Lerin. Il rédige des articles pour la Revue félibréenne.
En 1905, il fonde le Syndicat des journalistes de Nice. Mobilisé en 1914, il sera pour un temps affecté au Maroc et est chargé par la Résidence de rédiger la Vigie marocaine à Casablanca.
Il est élu maire de Vence en 1921. Son mandat se termine en 1926.
Parti à Marseille, il devient chef des services d’information de Marseille Matin
En 1933, il est fait Chevalier de la Légion d’honneur.

## Publications
- Vers à Jane, poésies,	1895, Lemerre
- L’Âme effeuillée, poésies, 1896, Lemerre
- Mariette, théâtre, 1897, Stock
- Pour les bébés, poésies, 1899, Lemerre
- Les Douces Confidences, poésies, 1899, Lemerre
- Pessu de vers, poésies, 1899,	Roumanille
- Le Moulin de la Lubiane, roman, Roumanille
- Les Contes de mon père grand, roman, Chini
- On vit des rois, théâtre, Stock
- Le Miracle des fleurs, théâtre, 1899,	Lemerre
- Le Lien, théâtre, Stock
- Les Brûle Bon Dieu, roman, 1929, Argo
- La 29e D.I. et le 141e R.I.A. au feu (1939-1940), 1941, Leconte

## Sources
- Site de la Bibliothèque nationale de France
- Jean Fourié, Dictionnaire des auteurs de langue d'Oc de 1800 à nos jours, Amis Langue d'Oc, coll. « Collection des Amis de la langue d'oc », 1994, 346 p. (ISBN 978-2900062050)